# Lewis Nkosi

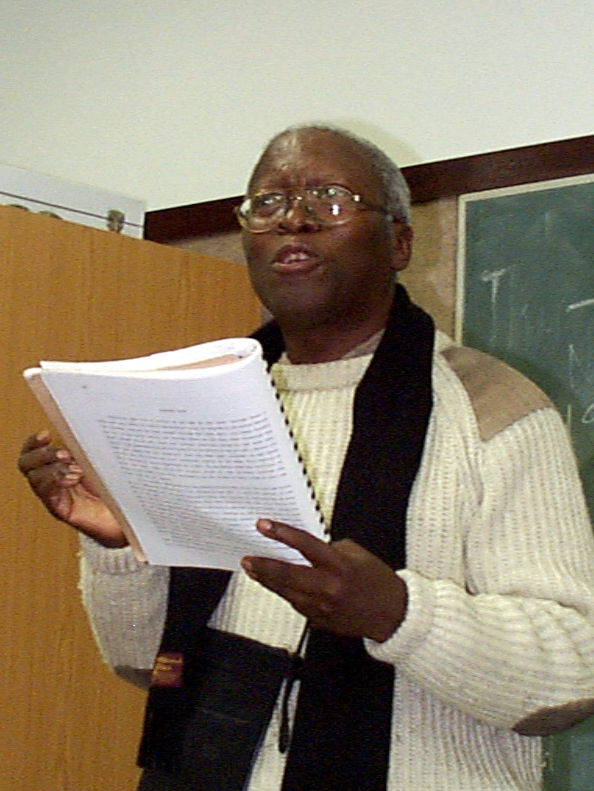
Lewis Nkosi

Lewis Nkosi (* 5. Dezember 1936 in Durban; † 5. September 2010 in Johannesburg) war ein südafrikanischer Schriftsteller, Hochschullehrer, Journalist und Komponist.

## Biografie
Nkosi begann seine berufliche Laufbahn als Journalist bei der in isiZulu erscheinenden Tageszeitung Ilanga lase Natal, ehe er zu Beginn der 1950er Jahre zur Zeitschrift Drum wechselte. Als er 1960 ein Stipendium der Nieman Foundation for Journalism für ein Studium an der Harvard University erhielt, wurde er zum Verlassen Südafrikas gezwungen und befand sich bis 1991 im Exil.
In der Folgezeit war er als Professor für Literaturwissenschaft an Universitäten in Sambia, Warschau, London, der University of California, Irvine sowie der University of Wyoming tätig.
Während dieser Zeit begann er als Schriftsteller und verfasste Bühnenwerke wie The Rhythm of Violence (1964), The Black Psychiatrist (2001) und We Can't All Be Martin Luther King. Daneben erschienen von ihm Novellen wie Mating Birds (1986), Underground People (2002) und Mandela's Ego (2006) sowie zahlreiche Bände mit Essays.
2008 erhielt er den Order of Ikhamanga in Silber.

## Bibliografie
- Weiße Schatten., Originaltitel: Mating Birds, dt. von Eva Bornemann
  - Ullstein Verlag 1990, ISBN 3-548-22235-8, überarbeitete Neuausgabe: dtv 2003, ISBN 3-423-13103-9.
- Mandela und der Bulle von Mondi. Originaltitel: Mandela’s Ego, dt. von Thomas Brückner, Hammer Verlag, Wuppertal 2008, ISBN 978-3-7795-0198-5.